# Gottesheim
Gottesheim es una localidad y  comuna francesa situada en el departamento de Bajo Rin, en la región de Alsacia. Tiene una población de 301 habitantes (según censo de 1999) y una densidad de 59 h/km².

## Demografía
| 312 | 324 | 314 | 297 | 287 | 301 |
| Para los censos de 1962 a 1999 la población legal corresponde a la población sin duplicidades (Fuente: INSEE [Consultar]) |     |     |     |     |     |